# الکساندر کالدر
الکساندر کالدر (به انگلیسی: Alexander Calder) ‏(۳۱ تیر ۱۲۷۷ - ۲۰ آبان ۱۳۵۵) مجسمه‌ساز و هنرمند اهل ایالات متحده آمریکا بود
وی بیشتر برای اختراع مجسمه متحرک به شهرت رسید. علاوه بر مجسمه‌های متحرک و مجسمه‌های پایدار، الکساندر کالدر نقاشی، چاپ سنگی، اسباب‌بازی، گوبلن و جواهر و صدها چیز دیگر را نیز ایجاد کرده‌است.

## نگارخانه

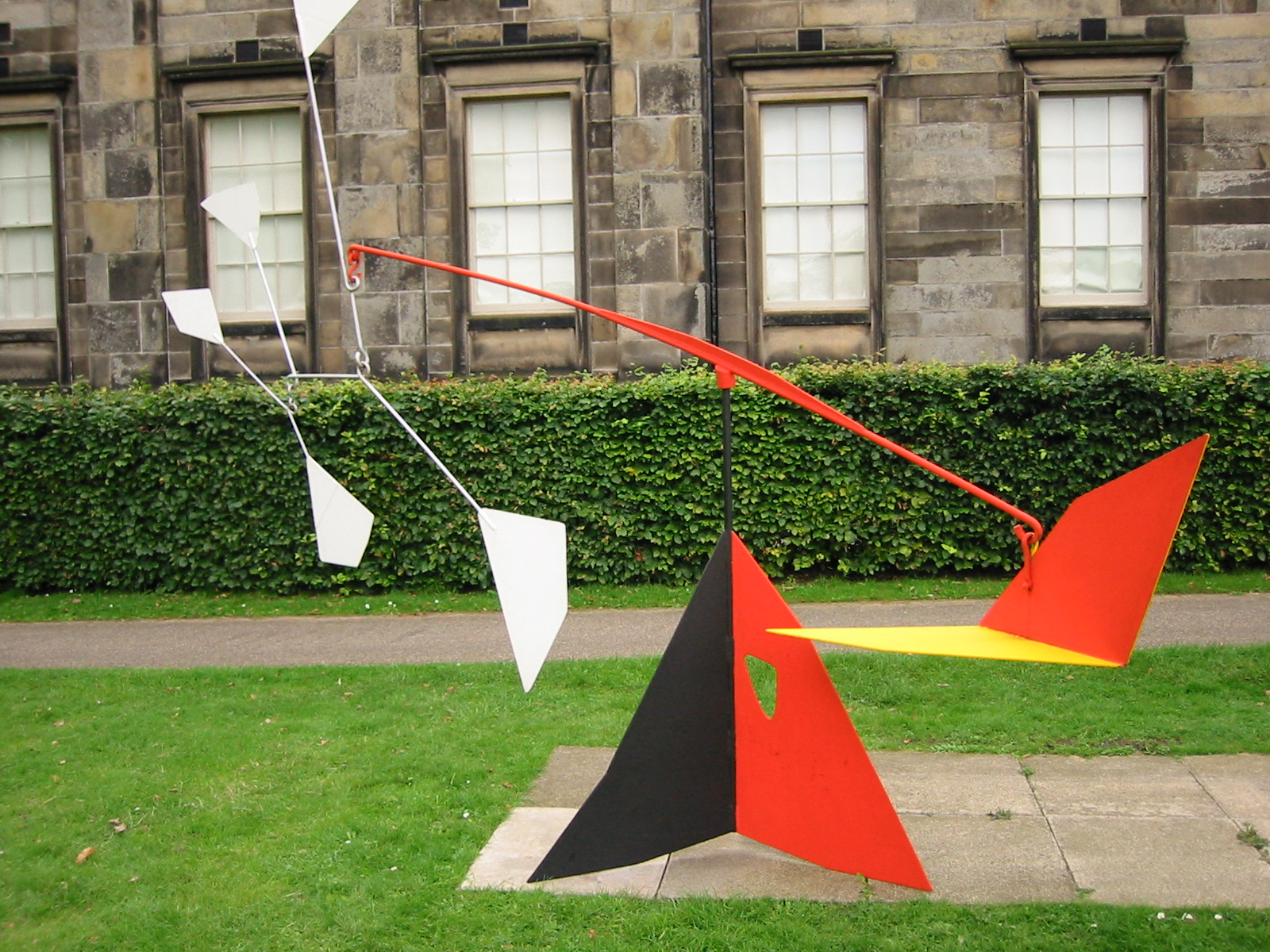
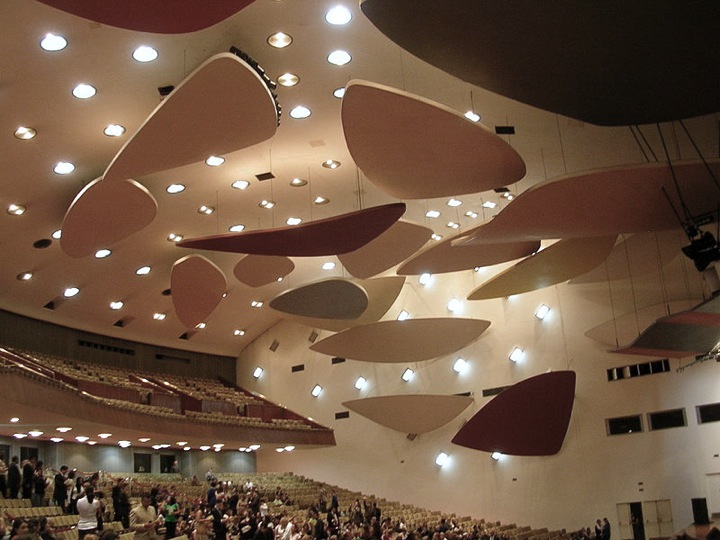
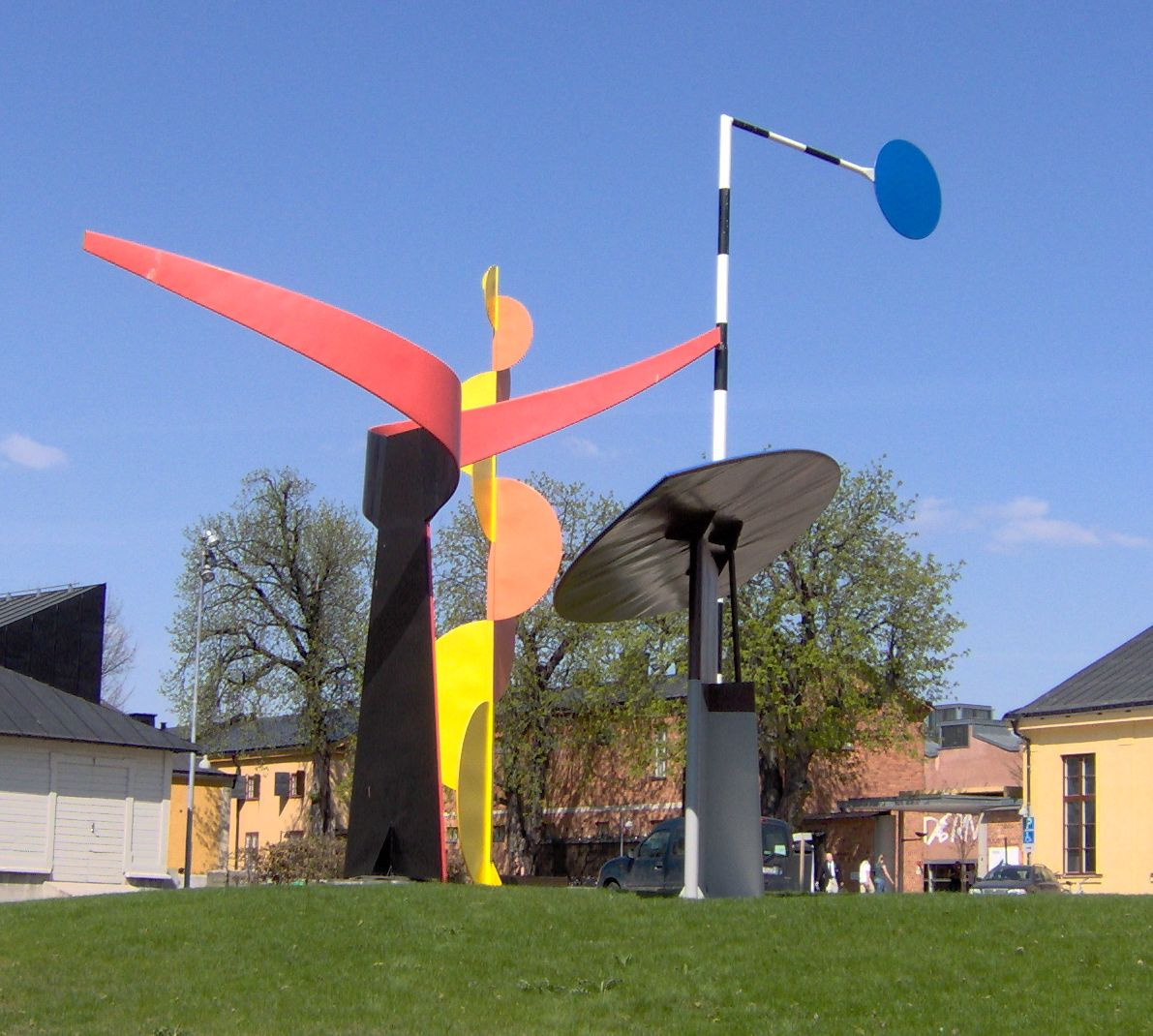
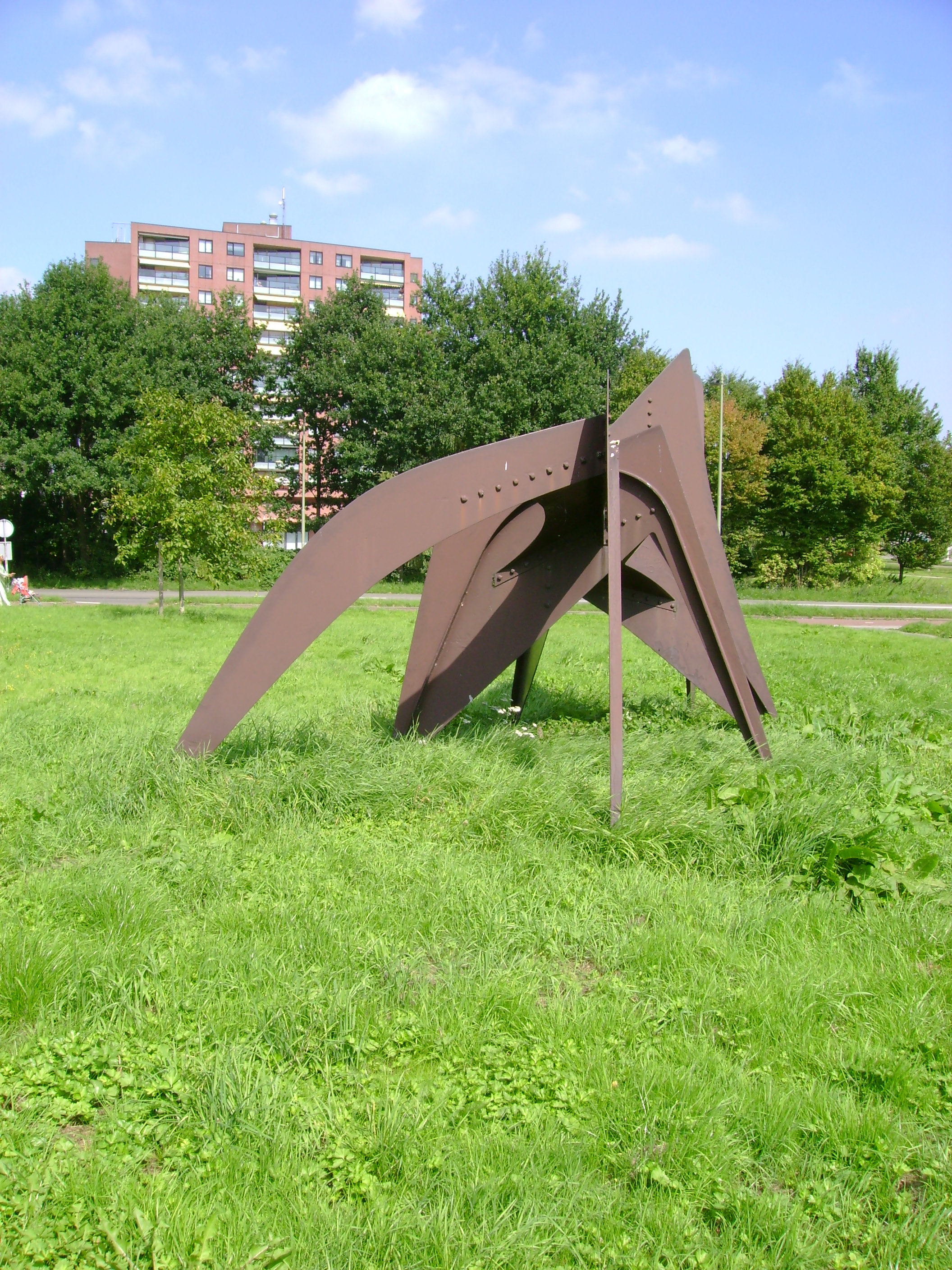
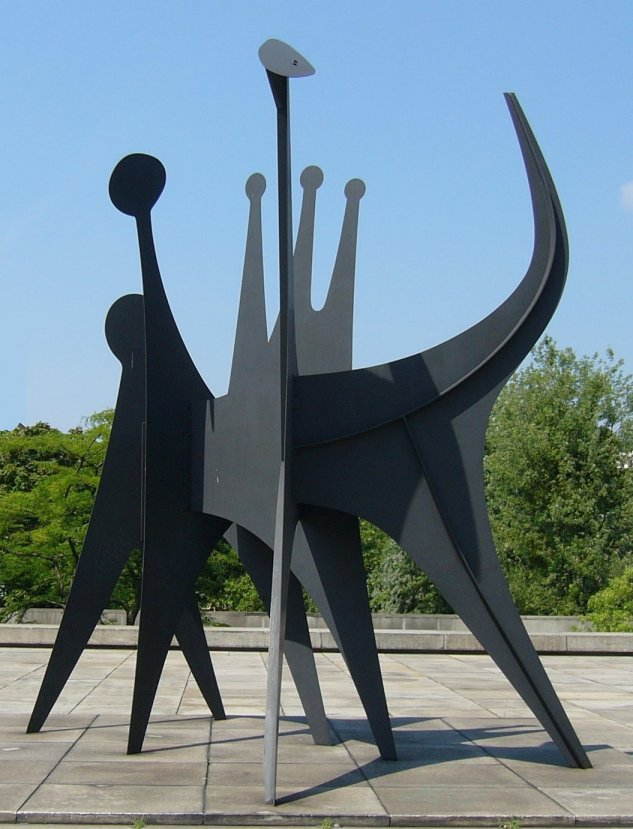
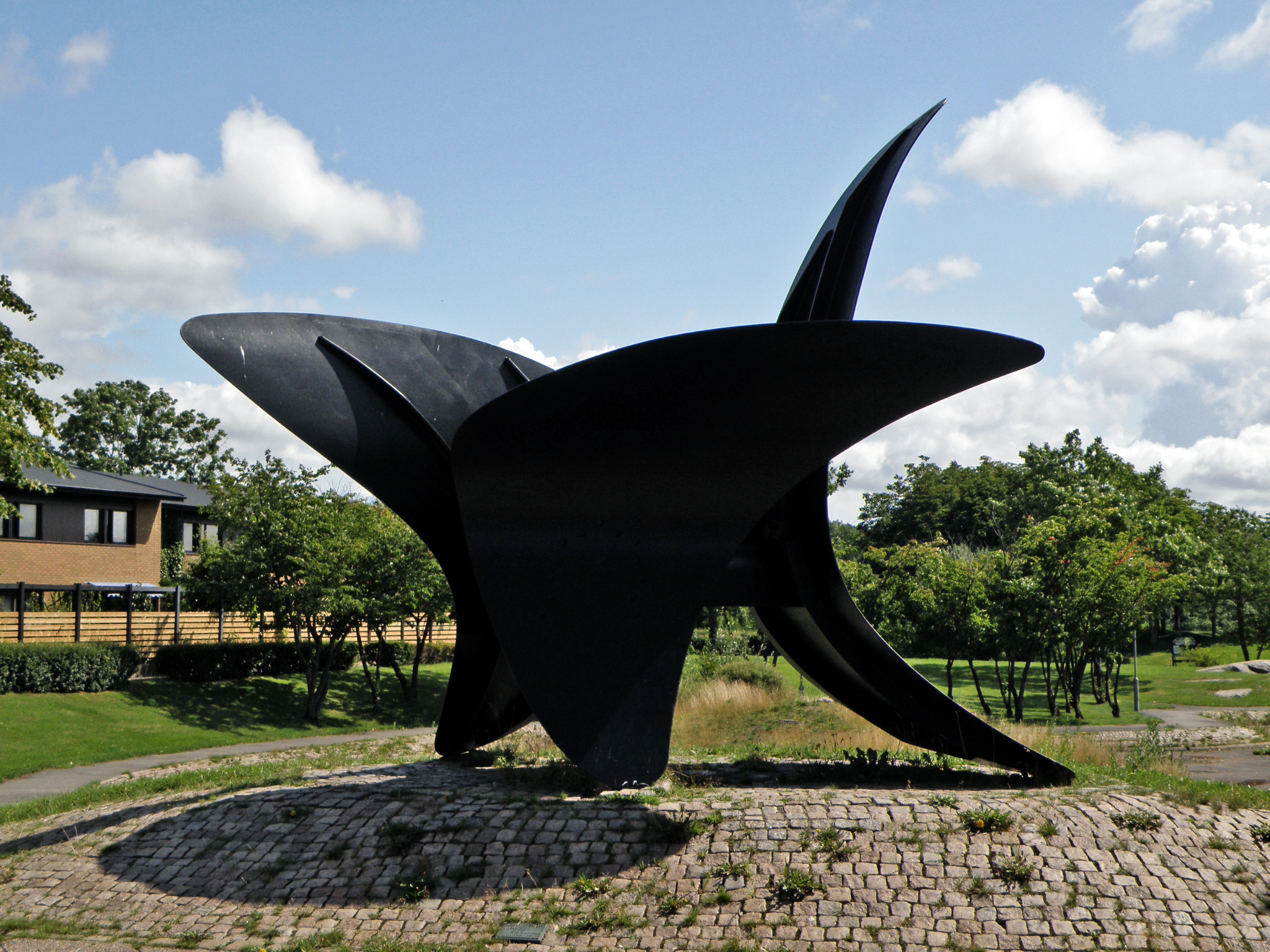
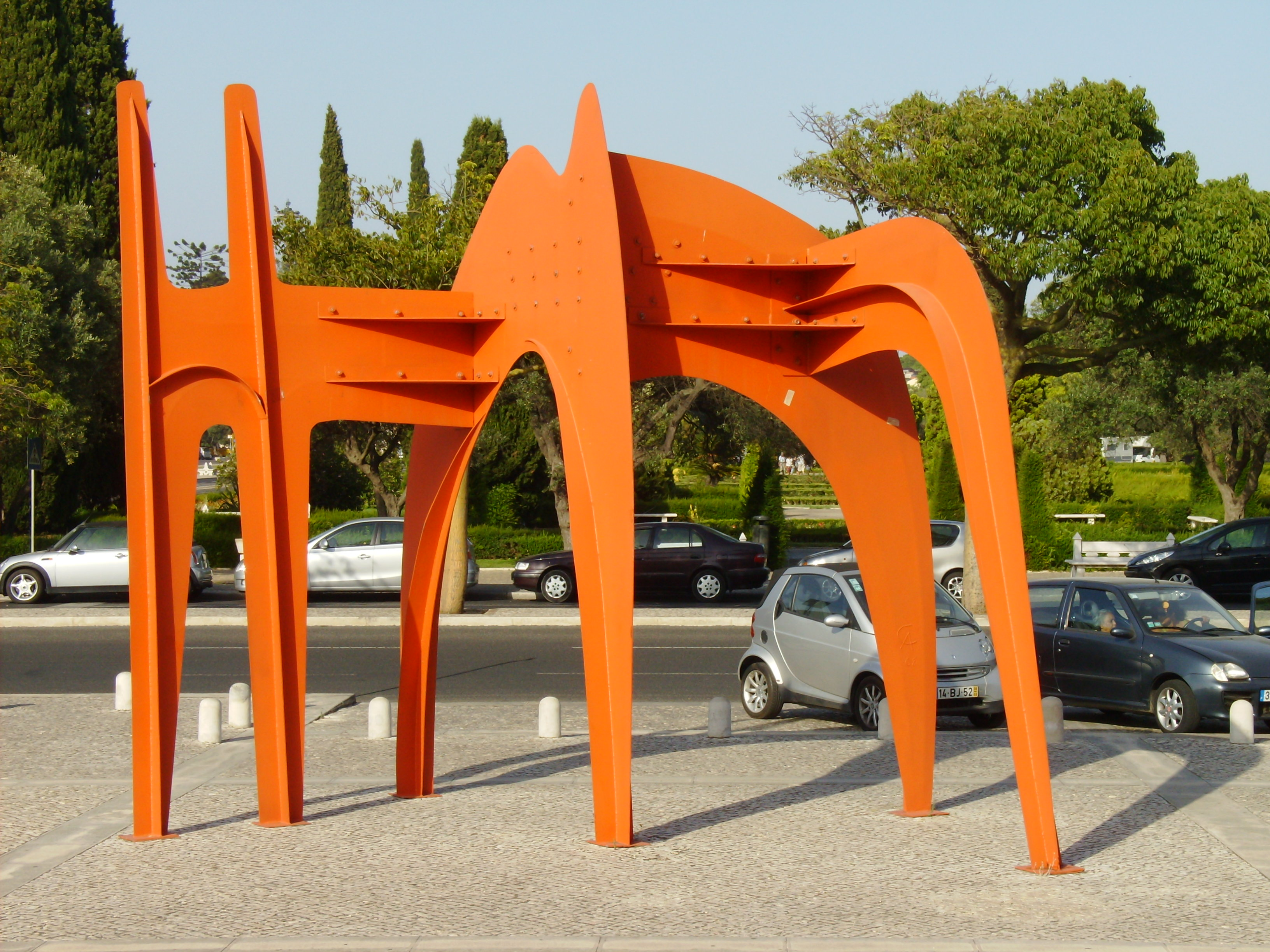
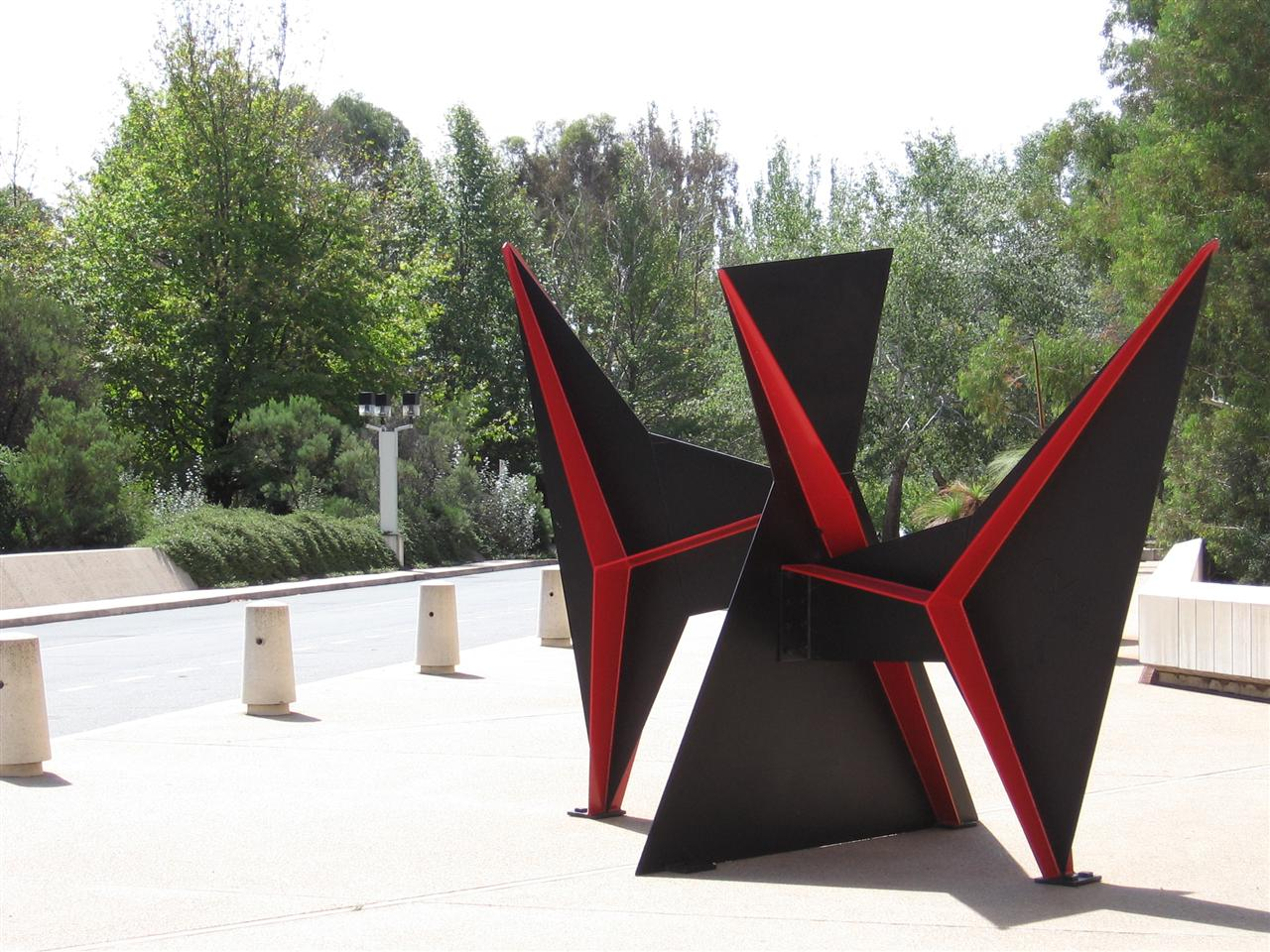
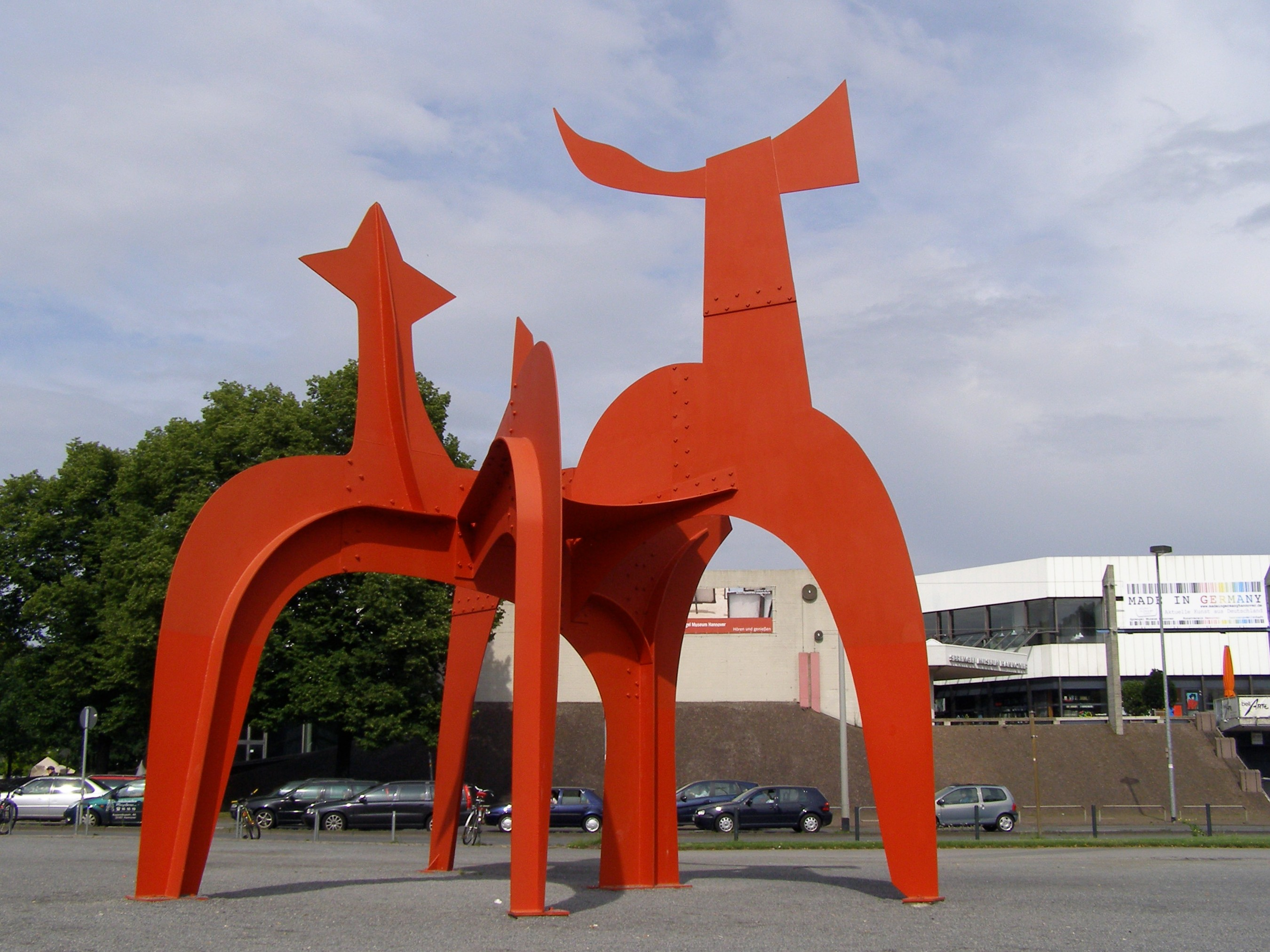
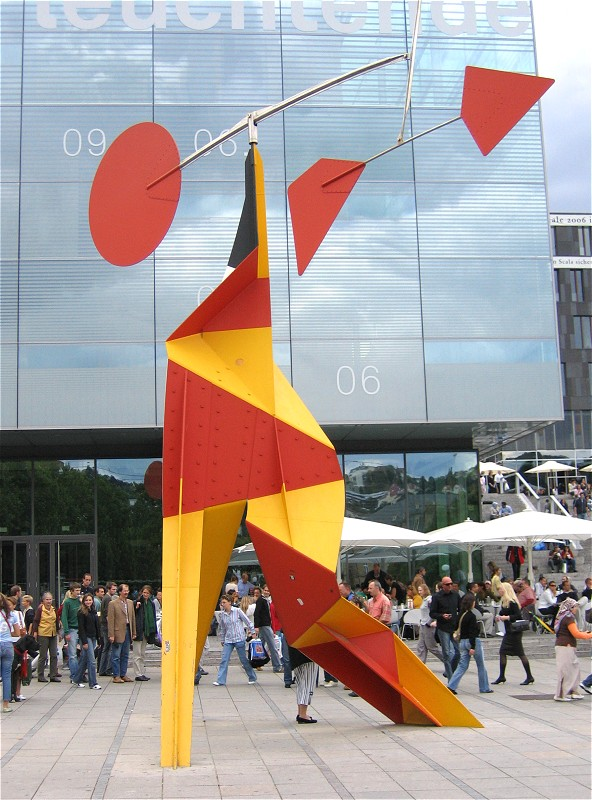
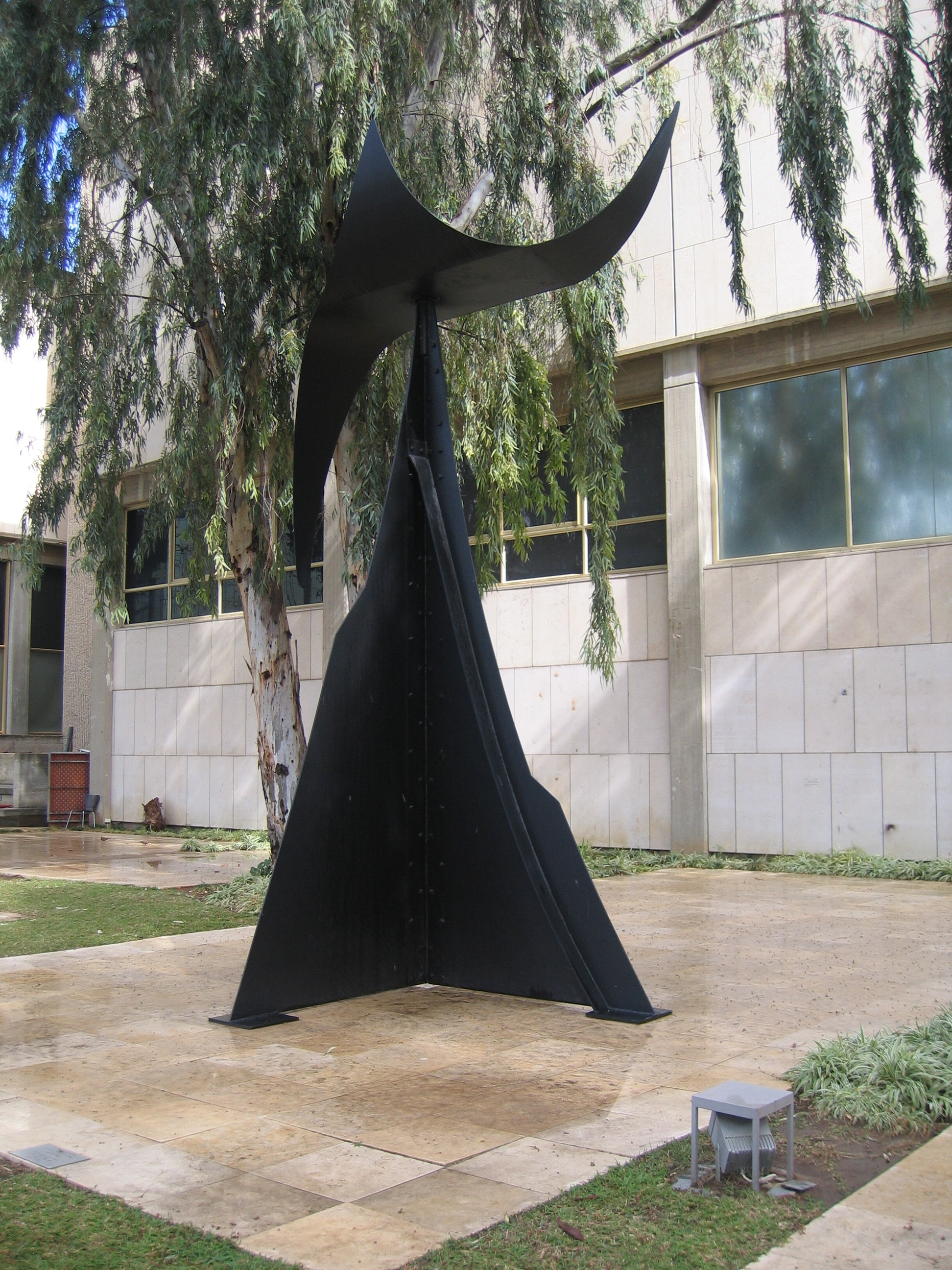
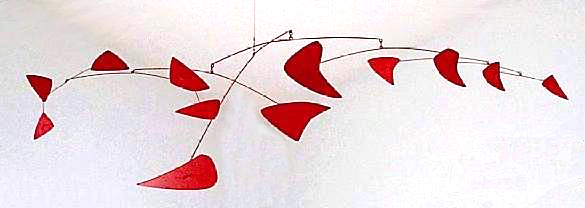